# 객성

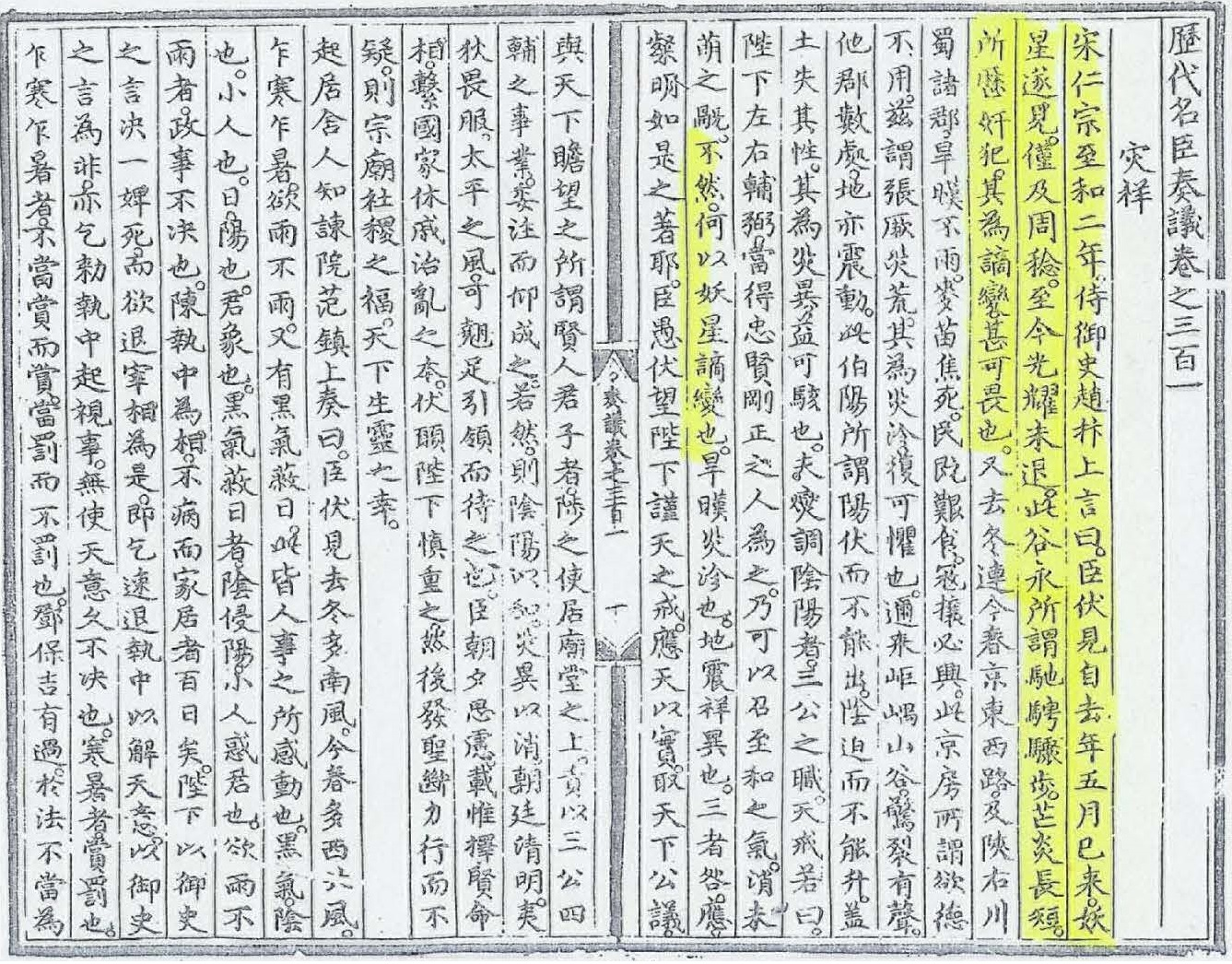
《역대명신주의(歴代名臣奏議)》에 기록된 객성. (초신성 1054)

객성(客星, guest star)이란 동양 전통 천문학에서 그전까지 없던 별이 돌연 나타난 현상을 일컬은 것이다.
오늘날에는 그 정체가 격변변광성(신성 또는 초신성), 또는 혜성들이었던 것으로 생각된다. 객성에 대한 최초의 기록은 역사서 전한서에 나타나는데, 이는 SN 185를 의미하는 것으로 생각된다. 게 성운을 형성시킨 SN 1054는 동양 기록에만 있고 유럽 기록에서는 찾아볼 수 없다.